# Acrocercops anthogramma
Acrocercops anthogramma là một loài bướm đêm thuộc họ Gracillariidae. Nó được tìm thấy ở Brasil. Nó được miêu tả bởi E. Meyrick năm 1921.